# تجمع الحناش (العبر)

تعديل مصدري - تعديل

تجمع الحناش هو "تجمع بدوي" في عزلة العبر بمديرية العبر التابعة لمحافظة حضرموت، بلغ تعداد سكانها 56 نسمة حسب تعداد اليمن لعام 2004.